# Vossajazz Records
Vossajazz Records is een Noors platenlabel. Op het label verschijnen opnamen die gemaakt zijn op het internationale jazzfestival Vossajazz in Vossa. In 1996 verscheen het eerste album, van het duo Fliflet/Hamre. Andere musici en groepen die erop uitkwamen zijn onder meer Kari Bremnes & Lars Klevstrand, Tore Brunborg, Electro Ompaniet, Svein Folkvord en Terje Isungset met Didier Petit.